# National League for Opposing Woman Suffrage

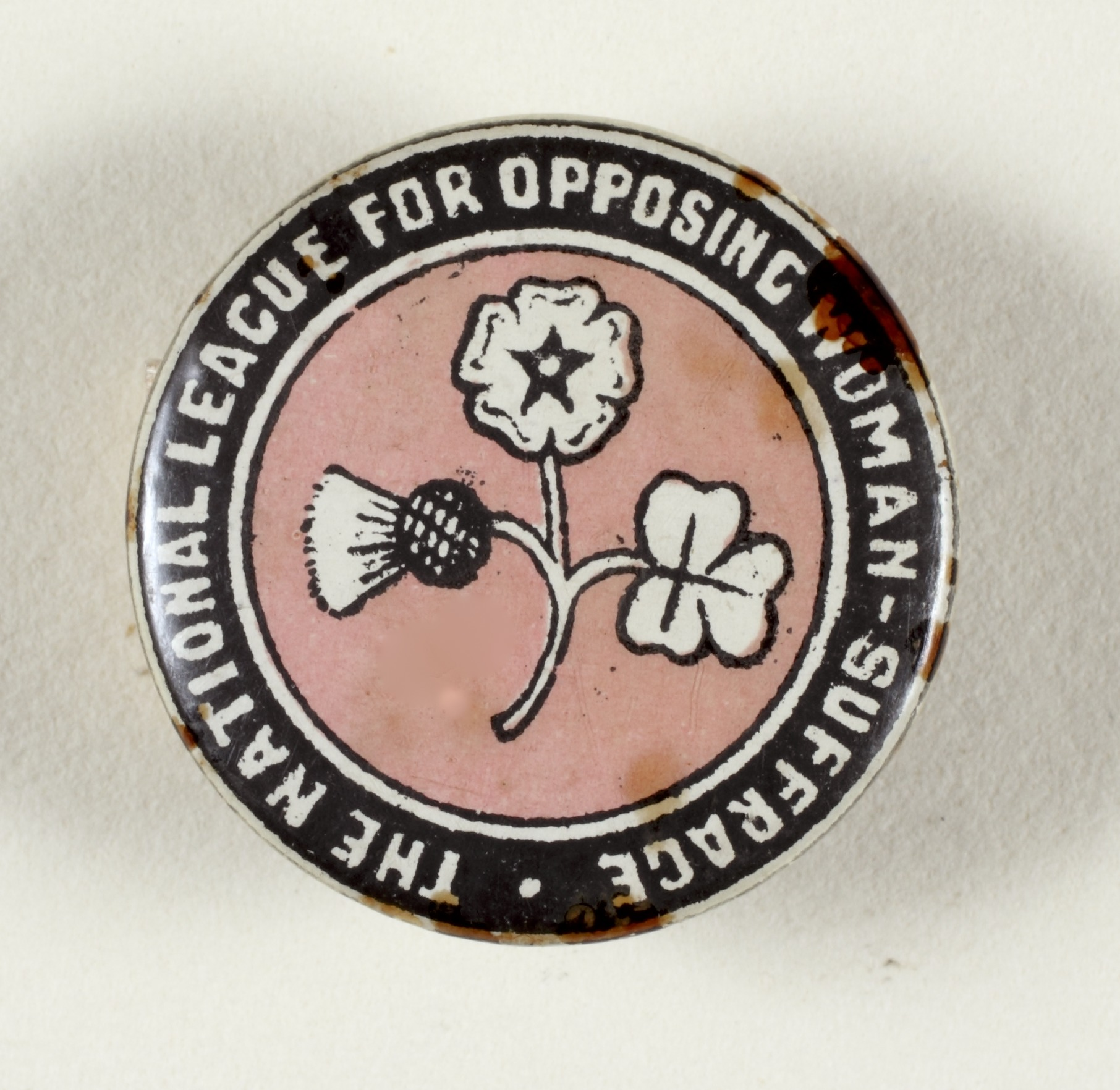
Badge d'époque de la Ligue nationale d'opposition au droit de vote de la femme

La National League for Opposing Woman Suffrage (« Ligue nationale d'opposition au droit de vote de la femme ») est fondée à Londres en décembre 1910 pour s'opposer à l'obtention du droit de vote par les femmes au Royaume-Uni. Il s'agit de la fusion de la Women's National Anti-Suffrage League (en) (« Ligue nationale des femmes contre le droit de vote ») et de la Men's League for Opposing Woman Suffrage (en) (« Ligue masculine d'opposition au droit de vote des femmes »).
Le mouvement compte 104 antennes dans le pays en 1910. Son premier président est Lord Cromer et son bureau exécutif est composé de sept hommes et sept femmes. En mars 1912, Cromer est remplacé par Lord Curzon et Lord Weardale comme président adjoint. L'association continue à publier le journal Anti-Suffrage Review, originellement édité par la Women's National Anti-Suffrage League.
L'organisation, comme le journal, cessent d'exister à la suite du passage du Representation of the People Act 1918 (« Loi de 1918 sur la représentation populaire »), qui accorde un droit de vote censitaire aux femmes d'au moins 30 ans. Ce droit est enfin étendu de façon égalitaire par le Representation of the People (Equal Franchise) Act 1928 (en)